# 尊室訂 (中將)
尊室訂（1926年11月20日—2013年11月21日），冷戰時期台灣譯為宗室訂，中國大陸最初譯為孫室亭，後改譯為孫室訂，法名廣威（Quảng Uy），越南共和國政治、軍事人物，越南共和國陸軍中將。
在吳廷琰時代，尊室訂被認為有能力而獲得快速升遷。他隨後皈依了羅馬天主教，並加入了勤勞黨。1958年，32歲的尊室訂成為越南共和國陸軍中最年輕的將軍，擔任第二軍指揮官。不過他被認為是一個危險的、自我的、魯莽的人，擁有酗酒和愛參加社交聚會的弱點。
1962年，尊室訂擔任第三軍指揮官，監視首都西貢周圍地區。他獲得這個職位可見吳廷琰認為他值得信任。1963年末，當吳廷琰變得越來越不受歡迎的時候，尊室訂的同僚們試圖拉攏他加入政變隊列，便慫恿他向吳廷琰請求在內閣中的職位。這些軍官知道吳廷琰強烈反對軍人擔任部長並且肯定會責備他。果然尊室訂被粗暴拒絕了。出於不安，尊室訂加入了政變。
1963年11月1日，吳廷琰在政變中被推翻。軍人革命委員會成立，以取代總統的職權，尊室訂擔任委員會的第二副主席，並同第一副主席陳文敦一起，在文職政府中擔任職務。三個月後，阮慶發動政變，尊室訂同楊文明、陳文敦、黎文金及枚有春一起被捕軟禁。隨後除了楊文明以外的四名將軍都被軍事法庭認定為「道德鬆弛」，解除了兵權。
阮慶被罷免後，尊室訂於1966年被任命為第一軍的指揮官。尊室訂想要對佛教徒起義進行安撫，但被總理阮高祺反對。阮高祺對尊室訂進行突襲，尊室訂逃亡，不久被捕投獄。獲釋後，在媒體部門工作，並於1967年當選上議院議員。1975年西貢淪陷後流亡美國。2013年病逝於美國加利福尼亞州。

## 早年经历
尊室訂1926年11月20日出生於承天省順化的一個有好學傳統的阮朝宗室家庭中，在家中排行老五，但是是第三個兒子，所以小名訂老三（Ba Đính），後來成了他的綽號。尊室訂年少時在順化上小學和中學，1944年從普通高中畢業，得到半部分秀才文憑（第一部分）。